# Divinotermes
Divinotermes es un género de termitas isópteras perteneciente a la familia Termitidae que tiene las siguientes especies:
1. Divinotermes allognathus
2. Divinotermes digitatus
3. Divinotermes tuberculatus